# Койбагар (село)
Койбага́р (каз. Қойбағар) — село в Карасуском районе Костанайской области Казахстана. Административный центр и единственный населённый пункт Койбагарского сельского округа. Находится примерно в 52 км к юго-западу от районного центра, села Карасу. Код КАТО — 395253100.

## Население
В 1999 году население села составляло 1871 человек (931 мужчина и 940 женщин). По данным переписи 2009 года, в селе проживали 1723 человека (843 мужчины и 880 женщин).